# Girls' Generation and the Dangerous Boys
Girls' Generation and Dangerous Boys é um programa de variedades estrelado pelo popular girl group sul-coreano Girls' Generation. O primeiro episódio do programa foi ao ar no dia 18 de dezembro às 19:30 KST/UTC+9.

## Antecedentes
Em 22 de novembro, a JTBC anunciou que o grupo Girls' Generation comandaria um programa de variedades de fim-de-semana, intitulado "Girls' Generation and Dangerous Boys", onde elas atuariam como mentoras para garotos adolescentes. Neste programa, as integrantes do Girls' Generation se transformam em mentoras para adolescentes, que são teimosos e travessos. Também pode ser chamado de um "Projeto Sonho", onde as apresentadoras resolvem cada um dos problemas dos meninos e elas ajudam a encontrar seus sonhos. Este reality show será realizado através de treinamento em um campo de treinamento para cinco adolescentes, que estão dispostos a aceitar mudanças. Estes cinco garotos vêm de diferentes regiões da Coreia e irão mudar no dia-a-dia através do treinamento.
No dia 8 de dezembro de 2011 um curta por trás dos bastidores das gravações foi lançado e os fãs têm expressado sua admiração pela atitude séria do Girls' Generation em relação a este programa, embora seja um reality show. As integrantes do Girls' Generation não somente colocam um grande esforço para ajudar os garotos, mas também é evidente que elas estão tentando fazer este processo tão divertido quanto possível.

## Membros dos Dangerous Boys
| Nome            | Idade   | Grau    | Cidade            | Professora(s)      |
| --------------- | ------- | ------- | ----------------- | ------------------ |
| Hwang Yong Hyun | 19 anos | 2º grau | Seul              | Yoona & Hyoyeon    |
| Park Kyung Gyu  | 18 anos | 1º grau | Busan             | Tiffany & Sooyoung |
| Kim Seong Hwan  | 18 anos | 2º grau | Kyunggi           | Sunny              |
| Kim Hui Hoon    | 17 anos | 1º grau | Kyungnam Geochang | Seohyun & Taeyeon  |
| Gu Ji Soo       | 18 anos | 2º grau | GwangJu           | Jessica & Yuri     |